# Sân bay Jammu
Sân bay Jammu cũng gọi là Sân bay Satwari (IATA: IXJ, ICAO: VIJU) là một sân bay ở Jammu, Jammu và Kashmir, Ấn Độ. Sân bay này có 1 đường băng dài 2059 m bề mặt nhựa đường.

## Các hãng hàng không và các tuyến điểm
- Deccan (Chandigarh, Delhi, Srinagar)
- Indian (Delhi, Leh, Srinagar)
- Jet Airways (Delhi, Srinagar)
- Jet Lite (Delhi, Mumbai, Srinagar)
- GoAir (Mumbai, Delhi, Srinagar)